# Mirgorod
Mirgorod (russisch Миргород) ist eine Sammlung von Kurzerzählungen des russischen Dichters Nikolai Gogol. Sie ist nach der ukrainischen Stadt Myrhorod (russ. Mirgorod) benannt, in deren Nähe er seine Kindheit und Jugend verbrachte. Der Erzählband trägt den Untertitel: Erzählungen, die die Fortsetzung der „Abende auf dem Weiler bei Dikanka“ bilden.
Die Sammlung besteht aus folgenden Kurzgeschichten:
- Gutsbesitzer aus alter Zeit (Старосветские помещики)
- Taras Bulba (Тарас Бульба)

Diese Novelle schildert anhand der literarischen Figur des Taras Bulba und seiner beiden Söhne Ostap und Andrej die Lebensart und die Plünderungszüge der ukrainischen Kosaken im Polen des 16. Jahrhunderts, die in den Feldzügen des Bogdan Chmelnizki in den Jahren 1648 bis 1652 kulminierten.
- Der Wij (Вий)
- Geschichte, wie Iwan Iwanowitsch mit Iwan Nikiforowitsch in Streit geriet (Повесть о том, как поссорился Иван Иванович с Иваном Никифоровичем)